# ドゥイーノ
ドゥイーノ（イタリア語: Duino, スロベニア語: Devin）は、イタリア共和国フリウリ＝ヴェネツィア・ジュリア州トリエステ県ドゥイーノ＝アウリジーナに属する分離集落（フラツィオーネ）。
保養地として知られた土地で、詩人リルケはドゥイーノ城での滞在からドゥイノの悲歌を書いた。

## 名称
イタリア語・スロベニア語以外では以下の名を持つ。
- ドイツ語: Tybein

## 説明

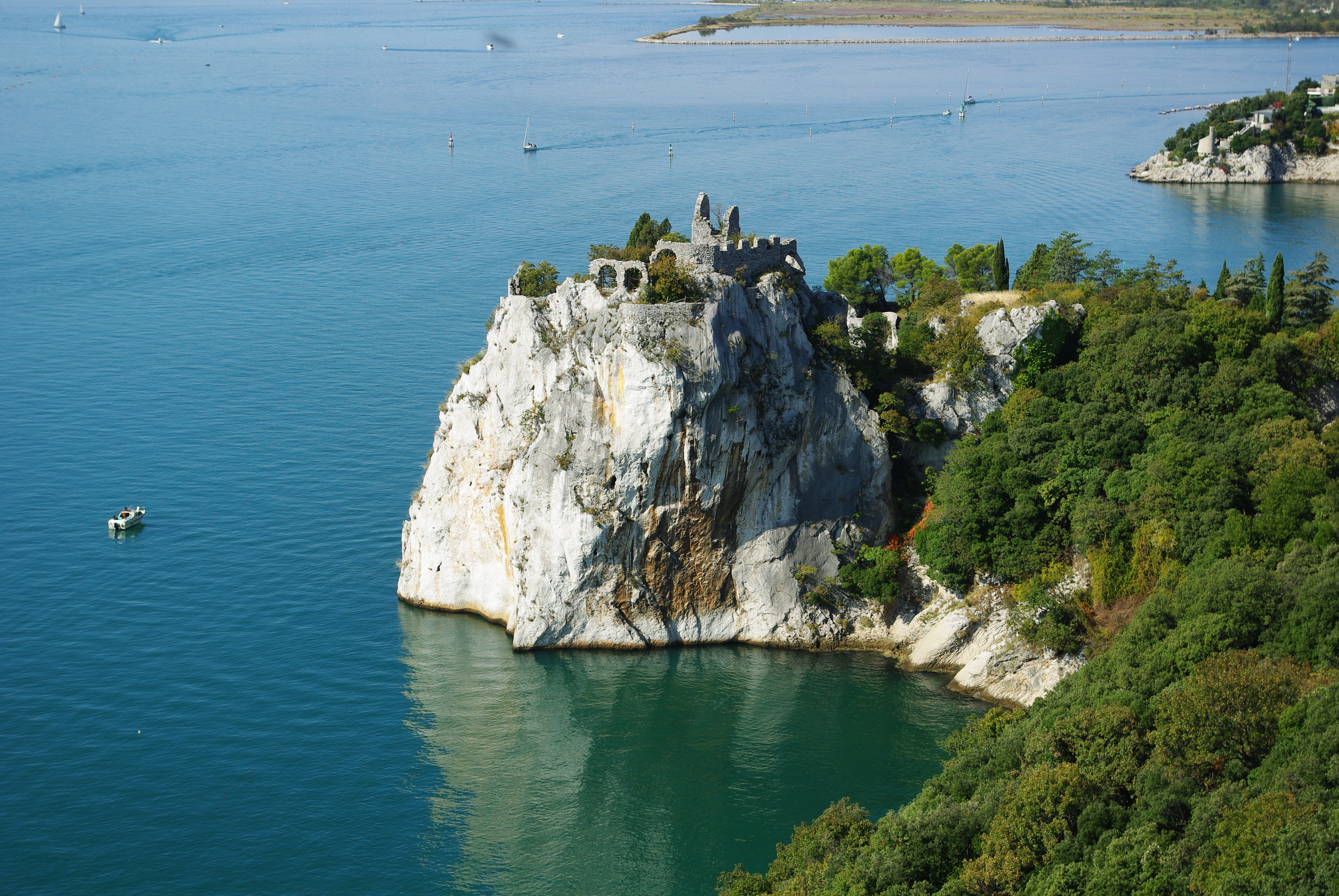
ドゥイーノ古城近くの半島

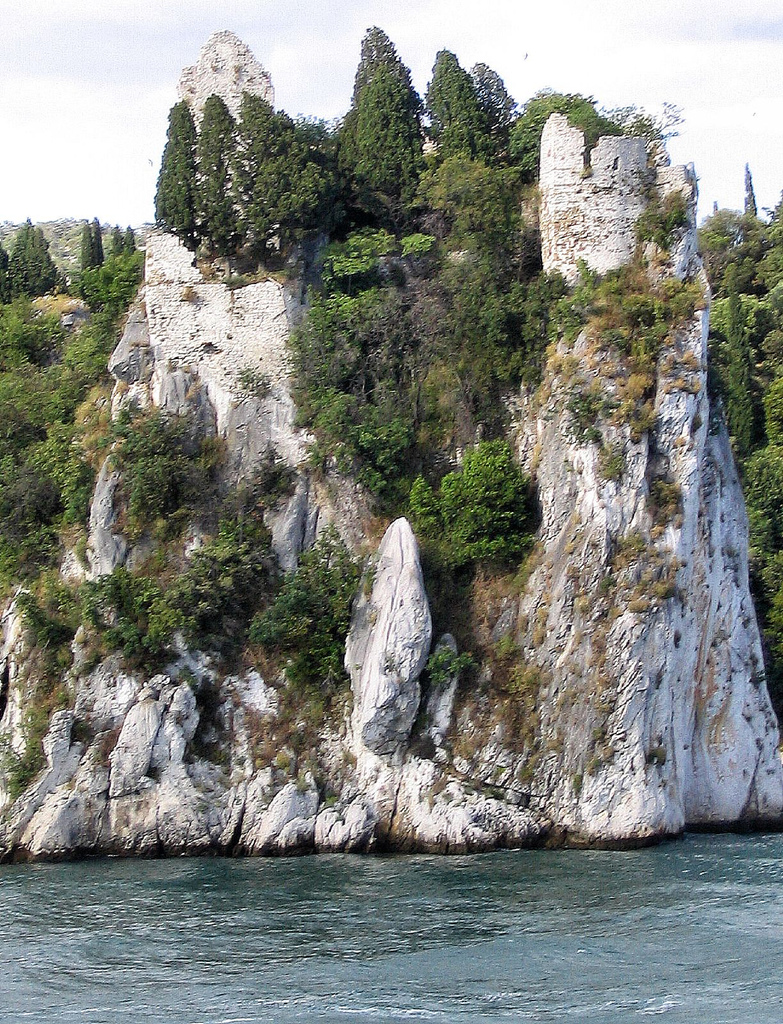
ダーマビアンカ

1950年代までドゥイーノは主にスロベニア語が話される村でイタリア語話者は少数派だった。 1910年最後のオーストリア国勢調査によれば村民の63.5% はスロベニア人、25.1% はイタリア人だった。(残りはドイツ語話者またはその他外国人). 1921年のイタリア国勢調査ではスロベニアの民俗的特徴が再確認されスロベニア語話者は 78.4% に増加してさえいた。 (大部分はドイツ人とオーストリア人が出て行った結果である). しかしトリエステ自由地域(1947–1954)の期間中、民族構成は相当変化した。ユーゴスラビアから脱出(イストリアン・エクソダス 参照)したイストリア・イタリア人がドゥイーノに住み付いた。今日ではドゥイーノはイタリア語話者が多数であり、スロベニア語は少数である。多くの標識は両言語で書かれ、ドゥイーノ＝アウリジーナの官公庁は公式にバイリンガルである。
ドゥイーノは物理学者ルートヴィッヒ・ボルツマンが自殺した地として著名であり、詩人リルケが触発されてドゥイノの悲歌を書いた地でもある。 また有名なスロベニア語の民俗伝承Lepa Vida が起きた場所でもある。

## 歴史
2つのドゥイーノ城が主な観光名所である。古い方の城(以下、ドゥイーノ古城)は11世紀に遡る歴史を持ち、アクイレイア大司教座領に属していた。現在は廃墟である。新しい方のドゥイーノ城は1389年に遡る歴史を持っている。今日でも人が住み旅行者が訪問できる。
古代の城の廃墟は海に突出た白い岩、ダーマビアンカ (イタリア語: Dama Bianca: 白い貴婦人)の上に建っている。ダーマビアンカはヴェイルを被った女性に似ており、多くのゴシック伝説の起源となっている。

## ギャラリー

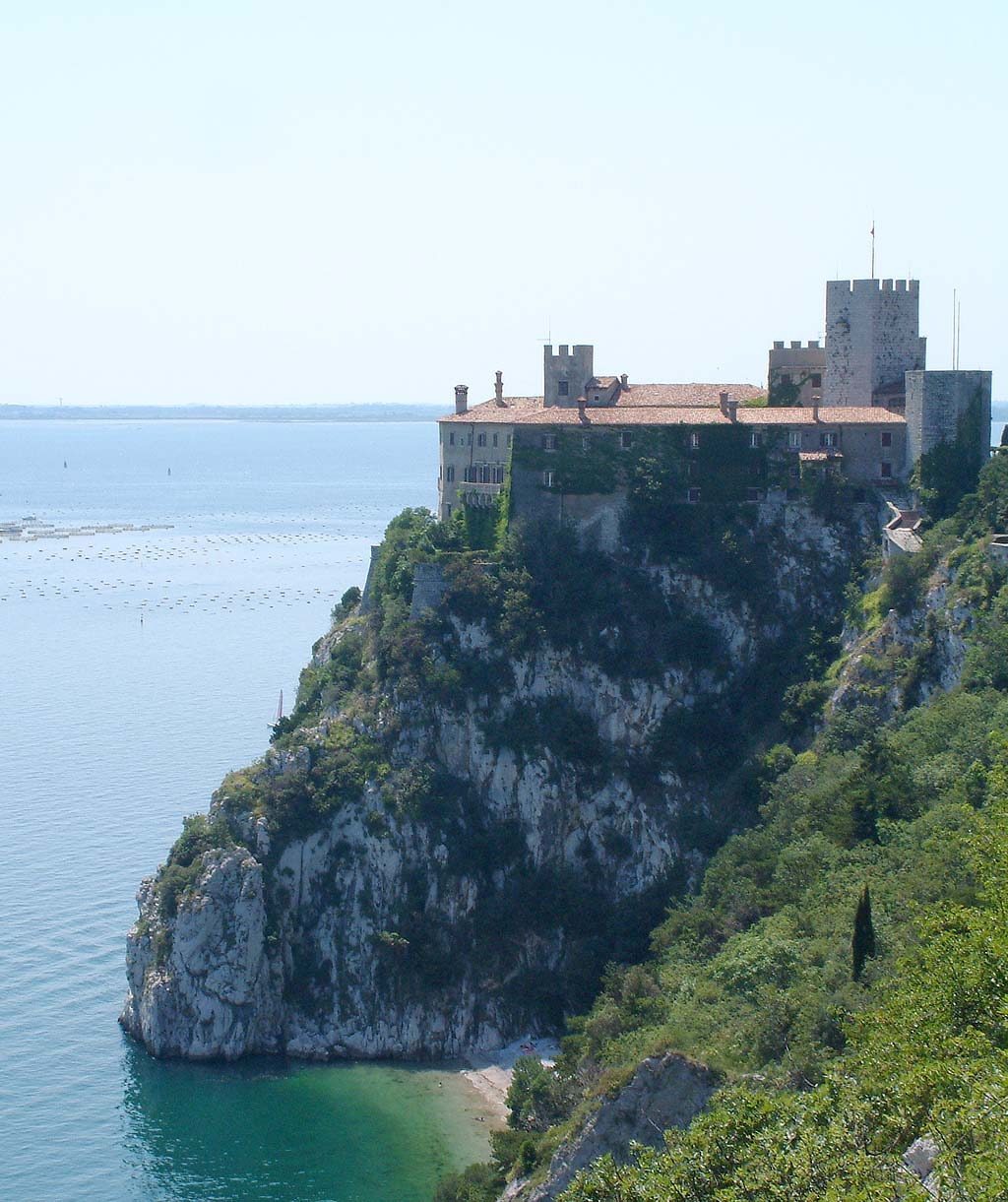
ドゥイーノ城（英語版）
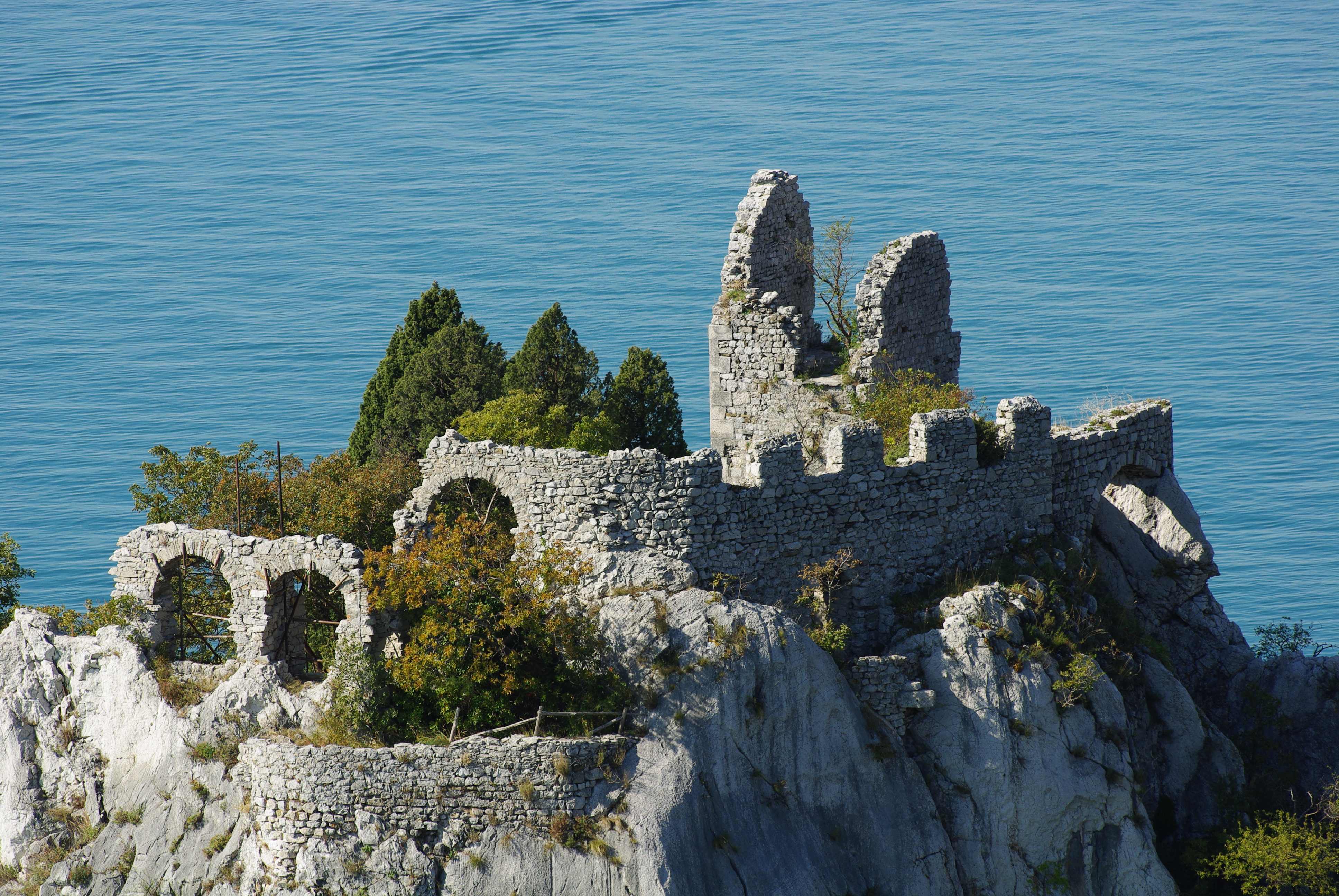
ドゥイーノ古城
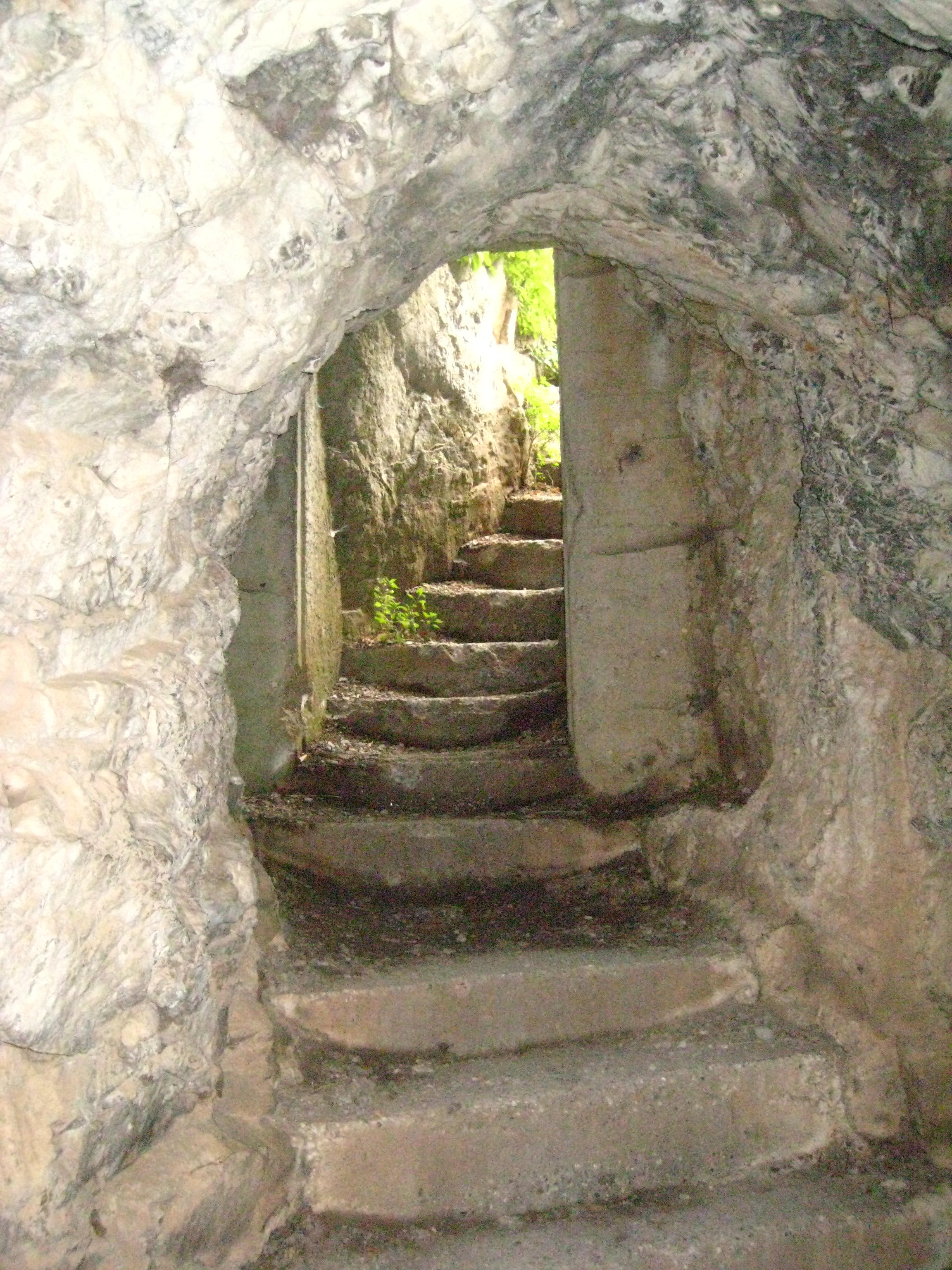
リルケ・トレイル（英語版）